# Gige (ecatonchiro)
Gige, o Gie (in greco antico: Γύγης?, Gýghēs) è uno dei giganti dalle cento braccia della mitologia greca, gli Ecatonchiri, generati dall'unione tra Gea e Urano. Briareo e Cotto sono suoi fratelli. Gige partecipò insieme a Cotto alla lotta contro gli Olimpici e fu rinchiuso da Zeus nel Tartaro, dove venne sorvegliato insieme agli altri suoi compagni dal fratello Briareo.